# 何澄 (民國政治人物)
何澄（1880年—1946年），號亞農。山西省灵石县人，中国企业家、政治人物。

## 生平
曾經留學日本，是同盟會最早成員。1909年，當保定軍官學校教官。1916年退職。任滄石鐵路籌備局局長，成為選為中央監察院監察委員。退隱後寓居蘇州經營實業及教育。期間，與張善孖、張大千、葉恭綽等交往。

## 家庭
有女何澤慧、何怡贞、何澤瑛是為中國科學界三女傑，何澤慧是為錢三強之夫人。